# NK Vuteks-Sloga Vukovar
NK Vuteks-Sloga nogometni je klub iz Vukovara. Nastao je spajanjem vukovarskih klubova Vuteksa i Sloge nakon mirne reintegracije i osnivanja nogometnoga kluba Vukovar '91.
U sezoni 2024./25. se natječe u 3. NL – Istok.

## Selekcije
Klub je organiziran u 8 selekcija: predlimači, limači, mlađi pioniri, pioniri, kadeti, juniori, seniori i veterani. Također, postoji i škola nogometa u sastavu NK Vuteks-Sloge pod nazivom Bubamara.
Sve mlađe selekcije ostvaruju zapažene rezultate u natjecanjima za svoj uzrast, dok veterani sudjeluju u Nogometnoj ligi veterana ZVO-a. U sezoni 2015./16., je "B" selekcija kluba nastupala u 3. ŽNL Vukovarsko-srijemskoj NS Vukovar.

## Povijest
Godine 1998. u samom gradu Vukovaru (bez Borova Naselja) postojala su dva nogometna kluba: Vuteks i Sloga (u razdoblju od 1992. do 1998. pod imenom FK Vukovar). Vuteks je bio radnički klub vukovarskoga tekstilnog giganta čije je i ime nosio, dok je Sloga bila "gradski" klub. U progonstvu vukovarski Hrvati osnovali su HNK Vukovar '91 i u dogovoru s dijelom uprave Sloge koja je bila u progonstvu, spojili dva kluba radi dobivanja što boljega mjesta u hrvatskome prvenstvu, ali je odmah njegov status zamrznut do povratka u Vukovar. U to isto vrijeme u Vukovaru je Sloga nastavila s postojanjem i postizala je zapažene rezultate u prvenstvu RSK. Mirnom reintegracijom Podunavlja u Republiku Hrvatsku, dogodilo se postojanje dvije vukovarske Sloge: Vukovar '91 u kojoj su igrali Hrvati povratnici i Sloga u kojoj su igrali Srbi, što pravno gledano nije moglo opstati. Jedino rješenje bilo je to što bi se jedan od dva klub odrekao nasljedstva Sloge. To je učinjeno tako što je na zahtjev gradske uprave Sloga (FK Vukovar) spojena s Vuteksom, u Vuteks-Slogu, a Vukovar '91 nastavio je postojati kao pravni nasljednik predratne Sloge, koristeći Sloginu infrastrukturu.

### Zanimljivosti
Prvo razmatranje spajanja dva kluba (NK Vuteks Vukovar i RNK Sloga Vukovar) dogodilo se na godišnjoj skupštini Sloge 1971. godine. Tada je spajanje predloženo zbog nedostatka materijalnih sredstava, ali je uprava RNK Sloge to odbila zbog pretpostavke kako bi se time smanjila konkurencija i kvalitet igre i igrača.
Najveća pobjeda kluba bila je u sezoni 1999./2000. kada je Vuteks-Sloga na svom terenu pobijedila Borince iz Jarmine rezultatom 29:0.

### Uspjesi kluba
U sezoni 2003./04. klub je bio prvak 1. ŽNL Vukovarsko-srijemske, ali nije bio uspješan u kvalifikacijama za 3. HNL – Istok (bolja je bila NK Croatia Đakovo rezultatima 1:1 i 3:0). U sezoni 2013./14. Vuteks-Sloga je zauzeo drugo mjesto u MŽNL Osijek – Vinkovci.
Klub je nekoliko puta osvajao lokalna kup natjecanja (Kup NS Vukovar i Kup Županijskog nogometnog saveza Vukovarsko-srijemske županije), koja predstavljaju kvalifikacije za Hrvatski nogometni kup, te je dva puta igrao kvalifikacije i 1. kolo nacionalnog kupa. Godine 2015. klub osvaja Kup ŽNS Vukovarsko-srijemske županije pobjedom nad Slogom iz Novih Mikanovaca rezultatom 2:1.
Najveći klupski uspjeh, kada su prvenstva u pitanju, ulazak je u 3. Hrvatsku nogometnu ligu - istok, sezone 2019./20, na čelu s trenerom Sašom Berarevićem

### Plasmani kluba kroz povijest
| Sezona      | Liga                                              | Rang | Plasman    |
| ----------- | ------------------------------------------------- | ---- | ---------- |
| 1998./99.   | 1. ŽNL Vukovarsko-srijemska Grupa A               | 4.   | 10. mjesto |
| 1999./2000. | 1. ŽNL Vukovarsko-srijemska Grupa A               | 4.   | 6. mjesto  |
| 2000./01.   | 1. ŽNL Vukovarsko-srijemska Grupa A               | 4.   | 2. mjesto  |
| 2001./02.   | 1. ŽNL Vukovarsko-srijemska                       | 4.   | 10. mjesto |
| 2002./03.   | 1. ŽNL Vukovarsko-srijemska                       | 4.   | 9. mjesto  |
| 2003./04.   | 1. ŽNL Vukovarsko-srijemska                       | 4.   | 1. mjesto  |
| 2004./05.   | 1. ŽNL Vukovarsko-srijemska                       | 4.   | 4. mjesto  |
| 2005./06.   | 1. ŽNL Vukovarsko-srijemska                       | 4.   | 5. mjesto  |
| 2006./07.   | 1. ŽNL Vukovarsko-srijemska                       | 4.   | 7. mjesto  |
| 2007./08.   | 1. ŽNL Vukovarsko-srijemska                       | 5.   | 8. mjesto  |
| 2008./09.   | 1. ŽNL Vukovarsko-srijemska                       | 5.   | 7. mjesto  |
| 2009./10.   | 1. ŽNL Vukovarsko-srijemska                       | 5.   | 9. mjesto  |
| 2010./11.   | 1. ŽNL Vukovarsko-srijemska                       | 5.   | 4. mjesto  |
| 2011./12.   | Međužupanijska nogometna liga Osijek – Vinkovci   | 4.   | 5. mjesto  |
| 2012./13.   | Međužupanijska nogometna liga Osijek – Vinkovci   | 4.   | 8. mjesto  |
| 2013./14.   | Međužupanijska nogometna liga Osijek – Vinkovci   | 4.   | 2. mjesto  |
| 2014./15.   | Međužupanijska nogometna liga Slavonije i Baranje | 4.   | 6. mjesto  |
| 2015./16.   | Međužupanijska nogometna liga Slavonije i Baranje | 4.   | 11. mjesto |
| 2016./17.   | Međužupanijska nogometna liga Slavonije i Baranje | 4.   | 5. mjesto  |

### Sudjelovanja u Hrvatskom nogometnom kupu
| Sezona    | Uspjeh      | Rezultat |
| --------- | ----------- | --- |
| 2009./10. | pretkolo    | NK Vuteks-Sloga Vukovar – NK Rudar Labin 2:4                                                                                 |
| 2012./13. | pretkolo    | NK Koprivnica – NK Vuteks-Sloga Vukovar 0:0 (5:4 nakon jedanaesteraca)                                                       |
| 2014./15. | 1/16 finala | NK Vuteks-Sloga Vukovar – NK Mladost Cernik 0:0 (3:0 nakon produžetaka) – pretkolo NK Vuteks-Sloga Vukovar – NK Osijek 0:3   |
| 2015./16. | pretkolo    | NK Vuteks-Sloga Vukovar – NK Funtana 1:2                                                                                     |
| 2019./20. | 1/16 finala | NK Bednja Beletinec – NK Vuteks-Sloga Vukovar 1:1 (1:2 nakon produžetaka) – pretkolo NK Vuteks-Sloga Vukovar – NK Osijek 0:8 |
| 2021./22. | 1/16 finala | NK Vuteks-Sloga Vukovar – NK Straža Hum na Sutli 3:1 – pretkolo NK Vuteks-Sloga Vukovar – NK Istra 1961 0:3                  |

## Turniri
U organizaciji kluba, u čast bivšeg predsjednika kluba, svake godine održava se Memorijalni turnir u malom nogometu Slobodan Tišov-Lujo.

## Poznati igrači
- Davor Bratić
- Aleksandar Glamočak
- Saša Popin

## Vanjske poveznice
- Službene stranice kluba  Arhivirana inačica izvorne stranice od 18. kolovoza 2013. (Wayback Machine)
- Škola nogometa Bubamara  Arhivirana inačica izvorne stranice od 22. kolovoza 2013. (Wayback Machine)
- Facebook stranica kluba
- Facebook stranica Škole nogometa "Bubamara"
- Profil, HNS Semafor